# Казе Монднар
Казе Монднар (фр. Cazes-Mondenard) насеље је и општина у јужној Француској у региону Миди Пирене, у департману Тарн и Гарона која припада префектури Кастелсаразен.
По подацима из 2011. године у општини је живело 1227 становника, а густина насељености је износила 21,07 становника/km². Општина се простире на површини од 58,23 km². Налази се на средњој надморској висини од 143 метара (максималној 253 m, а минималној 93 m).

## Демографија
| 1962. | 1968. | 1975. | 1982. | 1990. | 1999. | 2011. |
| ----- | ----- | ----- | ----- | ----- | ----- | ----- |
| 1.642 | 1.706 | 1.514 | 1.342 | 1.307 | 1.237 | 1.227 |

График промене броја становника у току последњих година